# Richard Anton
Richard Friedrich Lorenz Anton (* 11. März 1887 in Darmstadt; † 2. September 1977 ebenda) war Oberbürgermeister der Stadt Castrop-Rauxel und Kreisleiter der NSDAP.

## Leben
Richard Anton wurde als Sohn des Maschinenfabrikanten Georg Anton geboren. Nach dem Besuch des Realgymnasiums Darmstadt mit Abiturabschluss im Jahre 1906 kam Anton als Einjährig-Freiwilliger in das Leibgarde-Infanterie-Regiment Nr. 115 in Darmstadt. Im Anschluss an den Militärdienst studierte er in den Jahren 1907 bis 1914 in Darmstadt, München und Heidelberg die Fächer Chemie, Physik, Mineralogie und Geologie. Seit seinem Studienbeginn 1905/06 war er Mitglied der Burschenschaft Rheno-Guestfalia Darmstadt (seit 1954 Burschenschaft Rheno-Markomannia Darmstadt). Mit dem Ende des Studiums promovierte er im Mai 1914 in Heidelberg zum Dr. Phil. Bevor Anton bei Kriegsbeginn zum Kriegsdienst einberufen wurde, war er als Betriebschemiker auf der Zeche Hannibal und Zeche Hannover beschäftigt. Zuletzt als Bataillonsführer eingesetzt, war für ihn der Kriegsdienst am 19. Dezember 1918 beendet. Er fand Beschäftigung in verschiedenen Firmen in der Chemiebranche, so bei den Rütgerswerken.
Anton trat zum 1. Mai 1929 in die NSDAP ein (Mitgliedsnummer 130.431) und wurde im November 1929 stellvertretender NSDAP-Ortsgruppenleiter in Castrop-Rauxel, bevor er im Februar 1931 die Leitung der Ortsgruppe übernahm. Ab 1929 in verschiedenen Ausschüssen der Stadtverwaltung Castrop-Rauxel tätig, wurde er am 12. März 1933 zum Stadtverordneten gewählt und deren Vorsitzender. Er fungierte als Bezirks- bzw. Kreisleiter der NSDAP des Kreises Castrop-Rauxel und war schließlich Kreisleiter für besondere Aufgaben und war auch Kandidat für den preußischen Landtag und den Reichstag. Am 10. Juni 1933 zunächst zum stellvertretenden Oberbürgermeister in Castrop-Rauxel gewählt, fand die Wahl zum Chef der Verwaltung am 18. Juli 1933 statt. Er hatte dieses Amt bis kurz vor Kriegsende inne, als er am 9. April 1945 von den Amerikanischen Truppen verhaftet und in die Internierungslager in Namur und Cherbourg verbracht wurde. Im anschließenden Entnazifizierungsverfahren wurde Anton in die Kategorie III (Minderbelastete) und nach dem Berufungsverfahren in die Kategorie III b III eingestuft. Diese Feststellungen hatten die Kürzung des Ruhegehalts zur Folge.

### Familie
Aus der im Jahre 1916 geschlossenen Ehe gingen eine Tochter sowie zwei Söhne, die beide im Krieg ihr Leben verloren, hervor.

### Militärische Auszeichnungen
- 1914 Eisernes Kreuz I. und II. Klasse
- Ehrenkreuz für Frontkämpfer
- Verwundetenabzeichen